# Murder, Inc.
Die Murder, Inc. (englisch Murder Incorporated, deutsch etwa „Mord AG“), auch Brownsville Boys, war eine US-amerikanische kriminelle Vereinigung in den 1920er bis 1940er Jahren, der Hunderte von Morden zuzurechnen sind.
Der Name – eine Erfindung des Journalisten Harry Feeney vom New York World-Telegram aus den 1930er Jahren – beruht auf der geschäftsmäßigen Verübung von Morden und wurde von den Mitgliedern als Eigenbezeichnung akzeptiert. Ursprünglich hatte der Bandenchef Louis Buchalter die Gruppe als The Combination (amerikanisch: „Die Kombination“) bezeichnet, da in ihr Kosher Nostras und Italiener der amerikanischen Cosa Nostra, aber auch Iren und andere Nationalitäten zusammenarbeiteten. Die Morde dienten hauptsächlich dem Zweck, die kriminellen Aktivitäten und wirtschaftlichen Interessen des National Crime Syndicates abzusichern und auszuweiten. Zu den Opfern zählten jedoch auch potentielle Belastungszeugen, die keinerlei direkte Verbindung zum organisierten Verbrechen hatten. Diese Morde sollten andere Straftaten der kriminellen Vereinigung ermöglichen oder verdecken. Dazu gehörte insbesondere der durch Jacob Katzenberg organisierte internationale Drogenhandel, der von der Murder, Inc. aktiv unterstützt wurde und als eine der Haupteinnahmequellen der kriminellen Vereinigung neben der Unterwanderung legaler Arbeitsgewerbe wie der Bekleidungsindustrie gesehen werden kann.
Die von Buchalter und Albert Anastasia geführte Verbrecherorganisation setzte sich im Wesentlichen aus drei Teilen zusammen: erstens die Kerngruppe um Abe Reles, die im Stadtteil Brownsville (New York City) angesiedelt war (die Brownsville Boys); zweitens die im Nachbarstadtteil angesiedelten Italiener von den Ocean Hill Hooligans und drittens die Männer, die bereits vorher direkt mit Buchalter und Co. zusammengearbeitet hatten.

## Geschichte

### Vorläufer
Bereits die Eastman Gang unter Monk Eastman hatte eine Preisliste aufgestellt, die auch Mord beinhaltete; eine Schlägerei wurde für 15, Raub mit Messereinsatz (engl. „stabbing“) für 25 und ein Mord für 50 US-Dollar ausgeführt. Ambulanzfahrer nannten einen durch Aktivitäten der Gang ausgelösten Einsatz einen „Eastman Ward“. Auch andere Banden in den Five Points von Manhattan führten ähnliche Listen.
Viel lukrativer war jedoch das Eingreifen in Arbeitskämpfe, insbesondere im Bekleidungsbezirk (Garment District) in New York City. Setzten zunächst die Arbeitgeber Schläger im Arbeitskampf beispielsweise als Streikbrecher ein, hielten die Gewerkschaften bald mit eigenen Trupps dagegen. Schläger konnten wie Söldner angeworben werden, und wer das Monopol besaß, diktierte die Preise und in der Regel den Ausgang eines Arbeitskampfes.
Daraus entwickelte sich die Idee, das „Labor Racketeering“ zu erweitern und die Gewerkschaften zu unterwandern; im sogenannten Vierten „Labor Slugger War“ hatten sich Louis Buchalter und Jacob Shapiro auf Anweisung von Meyer Lansky ihres Bosses Jacob Orgen entledigt. Unter Buchalter wurden nun die Anweisungen von Lansky umgesetzt, die Gewerkschaften infiltriert und der ursprüngliche „Schlägerdienst“ zu einer Tötungsmaschine erweitert, die als Murder, Inc. für das National Crime Syndicate in den 1930er Jahren Mordaufträge ausführte.

### Der Beginn
Die Bildung der Murder, Inc. korrespondiert mit der Zusammenarbeit der Mobster Lucky Luciano und Meyer Lansky. Es waren immer wieder die Ressourcen des Bugs and Meyer Mob, die Luciano bei seinen Konflikten innerhalb der Fünf Familien der Cosa Nostra behilflich waren. Die Zusammenarbeit hatte sich – über New York City hinaus – in der Seven Group etabliert und expandierte weiter. Louis Buchalter bezeichnete die Murder, Inc. ursprünglich als „The Combination“ – offenbar in Anlehnung an die bewährte Zusammenarbeit in der Seven Group, die auch als „Combine“ bezeichnet worden war.
Mit der Bildung des National Crime Syndicate begann die Zusammenarbeit verschiedener ethnischer Banden. Eine gemeinsam betriebene Killergruppe sollte dabei als Exekutivorgan die Entscheidungen der „Kommission“ umsetzen.
Lansky brachte seine Bande ein, die ohnehin schon mit Italienern um Tommy „Three-Fingered Brown“ Lucchese beim sogenannten „Labor Racketeering“ zusammengearbeitet hatten. Andere Gruppen aus Brownsville (Brooklyn) um Martin „Bugsy“ Goldstein oder Abe Reles traten hinzu.
Die Mordbefehle wurden im Auftrag der Bosse der „Kommission“ in der Regel von Louis Buchalter und zeitweise von Joe Adonis an die Gruppe gegeben. Als Kopf der Gruppe fungierte Albert Anastasia, der von Jacob Shapiro unterstützt wurde, einem Vertrauten von Buchalter.
Als Treffpunkt fungierte ein Hinterzimmer des von Vincent Mangano und Emil Camarda, Vizepräsidenten der International Longshoremen’s Association, gegründeten „City Democratic Club“. Philip Mangano war ebenso häufig anwesend in diesem „Club“ wie Albert Anastasia.
Die Kerngruppe um Abe Reles traf sich in einem Süßwarenladen in Brownsville namens Midnight Rose’s, wo bald auch die Ocean Hill Hooligans Harry Maione und Francesco Abbandando anzutreffen waren, die Reles bei der Beseitigung der Shapiro-Brüder geholfen und sich darüber mit ihm und seinen Kumpanen angefreundet hatten. Befehle an diese Gruppe wurden anfänglich von Louis Capone – häufig auch telefonisch – übermittelt.
Die Existenz der Mordbande wurde der Polizei erstmals 1932 durch den Alkoholschmuggler Abe Wagner bekanntgemacht, der daraufhin nach Saint Paul (Minnesota) floh, dort aber von George Young und Joseph Schafer erschossen wurde. Deren wahre Identitäten stellten sich kurze Zeit später als Albert Silverberg und John Newman heraus, zwei Verdächtige in der Ermordung des Prohibitionagenten John Finiello in einer Brauerei in Elizabeth (New Jersey), 1930. Beide zählten zu den Mitgliedern der Bande um Harry Rosen aus Philadelphia. Dessen Verbindung zu Buchalter und Shapiro war den Behörden jedoch spätestens seit 1931 bekannt, als ein Treffen der Kosher Nostra im Franconia Hotel in New York durch eine Razzia der New Yorker Polizei beendet wurde und sämtliche Teilnehmer in Gewahrsam genommen wurden. Nach Aussagen von Abe Reles versuchte man mit allen Mitteln, die beiden Auftragsmörder nach ihrer Verurteilung zu einer lebenslangen Haftstrafe in Minnesota zu befreien. Neben größeren Geldbeträgen, die für diverse Rechtsmittel eingesetzt wurden, planten Mitglieder der Organisation angeblich auch die Ermöglichung eines gewaltsamen Gefängnisausbruchs. Mehrere Male besuchte Bugsy Siegel, der sich vehement für die Freilassung der Täter einsetzte, die beiden. Tatsächlich erlangten Silverberg und Newman 1948, ein Jahr nach der Ermordung von Siegel und einige Jahre nach dem Ende von Murder, Inc., ihre Freiheit.

### Auswahl ausgeführter Mordaufträge
- 1932: Am 8. Februar wurde der irische Gangster Vincent „Mad Dog“ Coll in einem Süßigkeitswarenladen in Hell’s Kitchen in den Hinterhalt gelockt und erschossen. Formal gesehen war diese Tat noch kein Mord der Murder Inc.; die Beteiligten handelten aber im Auftrag der Seven Group, organisatorisch in gewisser Weise ein Vorläufer des National Crime Syndicate. Coll, der erst kurz zuvor mit seiner Ehefrau bereits einem Mordanschlag entgangen war, befand sich im Konflikt mit Owney Madden und Dutch Schultz von der Seven Group, mit denen er sich Verteilungskämpfe im Alkoholschmuggel lieferte. Den Mord führten Leonard Scarnici und Anthony Fabrizzo aus, Bo Weinberg, der zweite Mann von Dutch Schultz, fuhr den Fluchtwagen.

- 1935: Am 23. Oktober wurde der Mobster Dutch Schultz im „Palace Chop House“ in Newark von Charles Workman angeschossen und erlag einen Tag später seinen Verletzungen. Neben Schultz starben bei dem Anschlag sein Buchhalter Otto Berman, sein Leibwächter Lulu Rosenkrantz und sein Haupthandlanger Abe Landau. Schultz war unter juristischen Druck geraten, kurzzeitig inhaftiert worden und hatte daher die Ermordung des Staatsanwalts Thomas E. Dewey geplant. Die Mordabsicht war von Albert Anastasia, den Schultz für das Vorhaben gewinnen wollte, an Lucky Luciano und Meyer Lansky verraten worden. Nachdem Luciano Schultz vergeblich von dessen Vorhaben abzubringen versucht hatte, beschloss die „Commission“ des National Crime Syndicate dessen Tod, weil eine Ermordung des Staatsanwaltes unkalkulierbare Konsequenzen für die Gesamtorganisation nach sich gezogen hätte. Zum Mordkommando gehörten neben Workman Emanuel Weiss, der den Eingangsbereich des Lokals gesichert hatte und ebenfalls auf die Opfer gefeuert hatte, sowie der Fahrer des Fluchtwagens, Seymour „Piggy“ Schechter.[3]

- 1939: Am 28. April unterlief der Murder, Inc. ein verhängnisvoller Fehler, als der ehemalige Gewerkschaftsboss der Garment Union, Philip Orlovsky, ermordet werden sollte. Dabei identifizierte der im Wagen von Seymour Magoon sitzende Jacob „Kuppy“ Migden irrtümlich Irving Penn, einen 42-jährigen Geschäftsführer der Schirmer Inc., als den Gesuchten. Penn wurde daraufhin vom ebenfalls im Wagen sitzenden Jack „Dandy“ Parisi erschossen.[4]

- 1939: Am 14. Juli wurde der Gewerkschaftsaktivist Peter Panto, der sich gegen Korruption und mafiöse Strukturen in den Hafengewerkschaften eingesetzt hatte, auf Anweisung von Albert Anastasia ermordet. Nach einem Telefongespräch verließ Panto sein Haus und wurde danach nicht mehr lebend gesehen. Im Januar 1941 wurde sein Leichnam in einer Kalkgrube in Lyndhurst (New Jersey) gefunden.[5]

- 1939: Am 5. September wurde der Mobster Irving Feinstein umgebracht, weil er Vincent Mangano, den Boss des später als Gambino-Familie bezeichneten Clans, hintergangen haben soll. Feinstein wurde verschleppt und im Haus von Abe Reles in der E.91 St. in Brooklyn zu Tode gefoltert. Weitere Tatbeteiligte neben Reles waren Harry Maione, Martin Goldstein und Harry Strauss, der am Ende Feinstein mit einem Eispickel tötete. Nach der Tat wurde versucht, Feinsteins Leiche durch Feuer unkenntlich zu machen.

### Das Ende
Louis Buchalter sah sich gegen Ende der 1930er Jahre dem enormen Druck der Staatsanwaltschaft ausgesetzt. Diese ermittelte gegen ihn wegen Drogenhandels, seiner Beteiligung an der Unterwanderung der Gewerkschaften, der Erpressung von Unternehmen und nicht zuletzt wegen zahlreicher Mordfälle. 1937 entzog sich Buchalter der strafrechtlichen Verfolgung und galt ab diesem Zeitpunkt als Flüchtiger vor der Justiz. 1939 verlor Buchalter die Unterstützung anderer hochrangiger Figuren des organisierten Verbrechens. Man verlangte, dass sich Buchalter den Behörden stellt, um die Ermittlungsbehörden ruhig zu stellen, und drohte damit, andernfalls selbst das Ende seiner Gruppe und seiner Macht herbeizuführen. 1939 folgte Buchalter dem Begehren, einerseits um einen Bandenkrieg zu verhindern, andererseits weil man ihm gegenüber vorgab, ein angeblicher Deal bezüglich einer Höchststrafe würde bestehen.
Im Januar 1940 saß der Kleinganove Harry „Harry the Mock“ Rudolph schon einige Jahre im Gefängnis. Allerdings hatte er den Mord an seinem damals 19-jährigen Freund Alex „Red“ Alpert nicht vergessen. Nachwuchsgangster Alpert war am 25. November 1933 in Brownsville von hinten niedergeschossen worden, weil er seine Beute aus ungeschliffenen Diamanten nicht für nur 700 US-Dollar an Strauss und Reles verkaufen wollte. Rudolph – der nach Rikers Island in das dortige Gefängnis „The Rock“ verlegt worden war, entschloss sich nun, mit dem Staatsanwalt des Distrikts Burton B. Turkus zusammenzuarbeiten. Dadurch wurde eine Kettenreaktion in Gang gesetzt, obwohl die Aussagen Rudolphs, der im Juni 1940 im Gefängnis eines natürlichen Todes starb, nie verwendet wurden.
Turkus verhaftete auf Grund der Aussagen von Rudolph und auf Weisung des Staatsanwalts von Kings County William O’Dwyer, Abe Reles, Martin Goldstein und Dukey Maffetore. Als nächster entschloss sich Maffetore zur Aussage, da er nicht in den Mord an Alpert verwickelt war. Auch Reles erkannte, dass er einerseits zum Tode verurteilt werden könnte, andererseits sein Boss Louis Buchalter nicht das Risiko eingehen würde, Zeugen am Leben zu lassen. Er entschloss sich deshalb ebenfalls, mit den Behörden zu kooperieren. Reles enthüllte die Ermordung des Süßwarenhändlers Joseph Rosen und sorgte damit für die Aufklärung eines vier Jahre lang ungelösten Falles. Rosen war am 12./13. September 1936 in seinem Geschäft in Brownsville (New York City) erschossen worden. Laut Reles hatte Louis Buchalter die Ermordung Rosens angeordnet, an deren Planung und Ausführung Harry Strauss, James Ferraco, Emanuel Weiss, Sholem Bernstein und Louis Capone beteiligt waren.

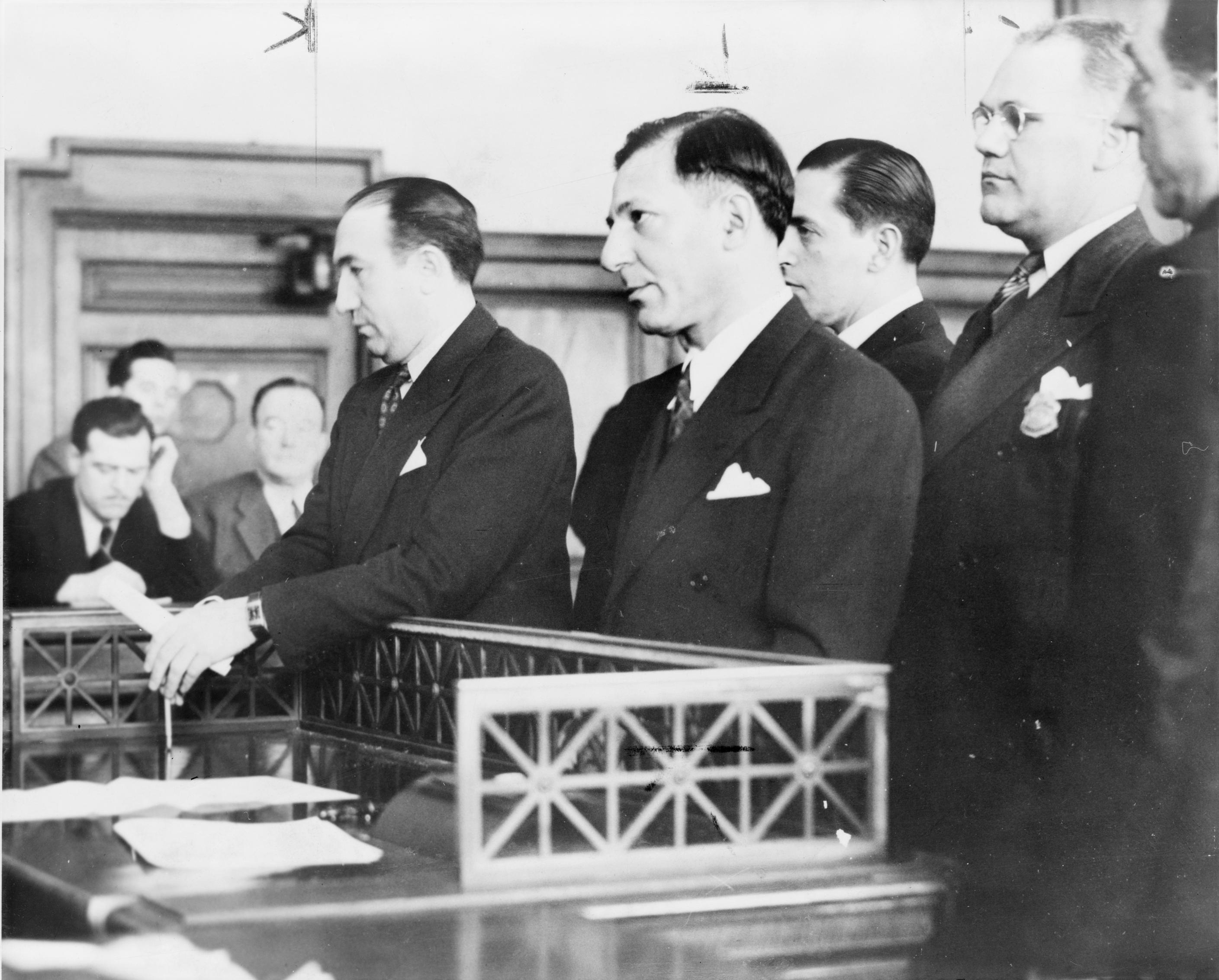
Louis Buchalter während der Urteilsverkündung im Mordfall Joseph Rosen (Mitangeklagte: Emanuel Weiss und Louis Capone); 2. Dezember 1941

In der Nacht vor seiner Anhörung starb Reles – der wichtigste Belastungszeuge im Mordfall Joseph Rosen – auf mysteriöse Weise durch einen Sturz aus seinem Hotelzimmer. Meyer Lansky soll ein Kopfgeld von 100.000 US-Dollar auf Reles ausgesetzt haben, um dessen Aussage vor Gericht zu verhindern. Während Albert Anastasia mit dem Tod von Reles einer zukünftigen Anklage durch Staatsanwalt O’Dwyer entkommen konnte, da sämtliches belastende Material, das dieser gegen Anastasia gesammelt hatte, auf den Aussagen Reles beruhte, konnte der Ausfall des Belastungszeugen Buchalter und viele Mitangeklagte nicht vor einem Schuldspruch retten.
Denn neben Reles hatten mittlerweile auch einige andere verhaftete und zu Informanten gewordene Mitglieder der Verbrecherorganisation (wie Albert Tannenbaum, Sholem Bernstein, Oscar Friedman, Seymour Magoon usw.) Aussagen bezüglich begangener Straftaten gemacht. So folgten zahlreiche Mordanklagen, die für Harry Strauss, Martin Goldstein, Harry Maione, Frank Abbandando, Emanuel Weiss, Louis Capone und Louis Buchalter mit der Verurteilung zum Tode endeten.

### Hinrichtungen
Louis Buchalter und die wegen Mordes überführten Mitglieder seiner Organisation wurden auf dem elektrischen Stuhl des Sing-Sing-Gefängnisses hingerichtet. Er ist damit der bisher einzige hochrangige Angehörige des organisierten Verbrechens, der in den Vereinigten Staaten zum Tode verurteilt und hingerichtet wurde.

## Mitglieder
| Name                  | Geburt    | Tod       | † Ursache                | Spitzname                                  | Zuordnung                 | Anmerkung |
| --------------------- | --------- | --------- | ------------------------ | ------------------------------------------ | ------------------------- | --- |
| Abbandando, Francesco | 1910      | 1942      | Elektrischer Stuhl       | The Dasher                                 | Ocean Hill Hooligans      | |
| Anastasia, Albert     | 1902      | 1957      | erschossen               | Mad Hatter                                 | Amerikanische Cosa Nostra | Gambino-Familie |
| Berger, Paul          | unbekannt | unbekannt |                          |                                            | Kosher Nostra             | Pentito |
| Bernstein, Sholem     | unbekannt | unbekannt |                          | Sol                                        | Kosher Nostra             | Autodieb und Fluchtwagenfahrer, später Pentito |
| Brown, Sidney         |           |           |                          | Fats                                       |                           | Mordanklage in Sullivan County, New York. Anklage nach dem Tod des einzigen Belastungszeugen Abe Reles fallengelassen                                                                                               |
| Buchalter, Louis      | 1897      | 1944      | Elektrischer Stuhl       | Lepke                                      | Kosher Nostra             | Labor Slugger War |
| Capone, Louis         | 1896      | 1944      | Elektrischer Stuhl       |                                            |                           | nicht verwandt mit Al Capone |
| Carbo, Paolo Giovanni | 1904      | 1976      |                          | Frankie Carbo                              | Amerikanische Cosa Nostra | Lucchese-Familie, später Box-Promoter, jedoch weiterhin im kriminellen Milieu, wegen Erpressung zu 25 Jahren Haft verurteilt                                                                                        |
| Chapman, Abe          |           |           |                          | Abraham Chalupowitz, „Trigger Abe“ Chapman | Kosher Nostra             | Beteiligter im Drogenhandel der Bande |
| Cohen, Louis          | 1904      | 1939      | erschossen               | Louis Kerzner                              | Kosher Nostra             | Mörder von Nathan Kaplan, 1937 auf Bewährung entlassen und 1939 erschossen worden |
| Cohen, Irving         | 1904      | 1991      | natürlicher Tod          | Big Gangi                                  | Kosher Nostra             | floh und wurde Hollywood-Schauspieler |
| Cohen, Philip         | 1906/1907 | 1949      | erschossen               | Little Farvel                              | Kosher Nostra             | Beteiligter im Mordfall Rosen, 1941 wegen Drogenschmuggels zu einer Haftstrafe verurteilt und nach Entlassung erschossen worden                                                                                     |
| Dioguardi, Giovanni   | 1914      | 1979      |                          | Johnny Dio                                 | Amerikanische Cosa Nostra | Lucchese-Familie, später verantwortlich für die Säureattacke auf den Journalisten Victor Riesel und dessen Erblindung                                                                                               |
| Drucker, Jacob        | 1905/1906 | 1962      |                          | Jack                                       | Kosher Nostra             | Behörden fahndeten drei Jahre nach Drucker wegen dessen angeblicher Beteiligung an fünf Morden. 1944 zu 25 Jahren verurteilt und 1962 in Haft verstorben.                                                           |
| Feinstein, Irving     | um 1905   | 1939      | erstochen und verbrannt  | Puggy                                      | Kosher Nostra             | |
| Ferraco, James        | 1905/1906 | 1940?     |                          | Dizzy, Dirty Face                          | Amerikanische Cosa Nostra | 1940, nach einer Anklage wegen Drogenhandels in Dallas und Mordanklage in New York, spurlos verschwunden |
| Friedman, Isadore     |           | 1939      | erschossen               | Danny Field(s), Irving Friedman            | Kosher Nostra             | Geldeintreiber und langjähriger Weggefährte von Louis Buchalter, der jedoch 1939 in Verdacht geriet mit den Behörden zu kooperieren                                                                                 |
| Friedman, Oscar       |           |           |                          | The Poet                                   | Kosher Nostra             | Pentito |
| Goldis, Morris        |           |           |                          |                                            | Kosher Nostra             | Mitorganisator der Streikbrecheraktivitäten und involviert in die Erpressung von Unternehmen |
| Goldis, William       |           |           |                          | Wolfie                                     | Kosher Nostra             | Mitorganisator der Streikbrecheraktivitäten und involviert in die Erpressung von Unternehmen |
| Goldstein, Martin     | 1905      | 1941      | Elektrischer Stuhl       | Bugsy                                      | Kosher Nostra             | |
| Golob, Max            | 1909/1910 |           |                          | Maxie, The Jerk                            | Kosher Nostra             | Wegen des Mordes an John Murtha zu 5 Jahren Haft verurteilt |
| Greenberg, Harry      |           | 1939      | erschossen               | Big Greenie, Harry Schachter               | Kosher Nostra             | Buchalter fürchtete, dass der von der Justiz gesuchte Greenberg auch ihn belasten würde. Man verfolgte Greenberg nach Los Angeles. Bugsy Siegel und Frankie Carbo nahmen dort an Greenbergs Ermordung teil.         |
| Gurino, Vito          |           | 1957      | Herzversagen             | Socko, Chicken Head                        | Amerikanische Cosa Nostra | 1942 nach dreifachem Mordgeständnis zu 80 Jahren bis lebenslang verurteilt und in Haft verstorben |
| Holtz, Hyman          | 1896      | 1939?     |                          | Curly auch Little Hymie                    | Kosher Nostra             | Beteiligter im Drogenhandel der Bande. 1939 im East River gefunden |
| Kovolick, Philip      | 1908      | 1971?     | ermordet                 | Joseph Farvel, The Stick, auch Kovalick    | Kosher Nostra             | 1971 tot in einem Stahlfass am Grund eines gefluteten Steinbruchs in Florida gefunden |
| Krakow(er), Whitey    |           | 1941      | ermordet                 |                                            | Kosher Nostra             | Eines der ersten internen Opfer, Schwager und Fahrer vom Bugsy Siegel |
| Kravitz, Louis        |           |           |                          | Lou Kay                                    | Kosher Nostra             | Beteiligter im Drogenhandel der Bande. Ein ausgesetztes Kopfgeld konnte eine Festnahme nicht herbeiführen. Kravitz blieb verschwunden                                                                               |
| Levine, Abraham       | 1916      | unbekannt |                          | Pretty                                     | Kosher Nostra             | nach Verhaftung Ausstieg aus dem kriminellen Milieu und Leben in Williamsburg |
| Levine, Samuel        | 1903      | unbekannt |                          | Red                                        | Kosher Nostra             | Mord an Salvatore Maranzano |
| Magoon, Seymour       | unbekannt | unbekannt |                          | Blue Jaw                                   | Kosher Nostra             | Pentito, danach spurlos verschwunden |
| Maione, Harry         | 1908      | 1942      | Elektrischer Stuhl       | Happy                                      | Ocean Hill Hooligans      | |
| Mangano, Vincent      | 1888      | 1951      | erschossen               |                                            | Amerikanische Cosa Nostra | |
| Midgen, Jacob         | 1909/1910 |           |                          | Kuppy                                      | Kosher Nostra             | 1943 wegen des Mordes an Irving Penn zu 10 Jahren Haft verurteilt |
| Nitzberg, Irving      | 1909      |           |                          | Knadles                                    | Kosher Nostra             | zunächst wegen des Mordes an Albert Shuman 1941 zum Tode verurteilt, 1943 vor der Hinrichtung durch höhere Instanz freigesprochen                                                                                   |
| Newman, John          |           |           |                          | Joseph Schaeffer, Jake/Jeff Newman         | Kosher Nostra             | Mörder des Prohibition Agents John Finiello. Verurteilt wegen des Mordes an Abraham Wagner |
| Parisi, Gioacchino    | 1899      | 1982      |                          | Jack, The Dandy                            | Amerikanische Cosa Nostra | Revolvermann von Albert Anastasia, wegen verschiedener Morde vor Gericht gestellt, jedoch in allen Prozessen wegen Mangel an Beweisen freigesprochen                                                                |
| Reles, Abraham        | 1906      | 1941      | Fenstersturz             | Kid Twist                                  | Kosher Nostra             | Pentito |
| Ricchiettore, Santo   | 1905      | 1976      |                          | Sonny Boy                                  | Amerikanische Cosa Nostra | Vorbild für „Luca Brasi“ in Der Pate |
| Romeo, Anthony        |           | 1942      | gefoltert und erschossen | Tony Romanello/Romero, Tony Spring         | Amerikanische Cosa Nostra | Handlanger von Albert Anastasia und involviert in die Ermordung von Peter Panto |
| Sage, Walter          |           | 1937      | erstochen                |                                            | Kosher Nostra             | geriet in Verdacht Gewinne aus dem Glücksspielgeschäft zu unterschlagen |
| Salles, Sidney        | 1905/1906 | 1941      | erschossen               | Shimmy                                     | Kosher Nostra             | involviert in die Ermordung Harry Greenbergs |
| Siegel, Benjamin      | 1906      | 1947      | erschossen               | Bugsy Siegel                               | Kosher Nostra             | Jugendfreund von Meyer Lansky;1939 Beteiligter an der Ermordung Harry Greenbergs |
| Silverberg, Albert    |           |           |                          | George Young                               | Kosher Nostra             | Mörder des Prohibition Agents John Finiello. Verurteilt wegen des Mordes an Abraham Wagner |
| Silverman, Max        |           |           |                          |                                            | Kosher Nostra             | Lepke Lieutenant, Mitorganisator der Streikbrecheraktivitäten und involviert in die Erpressung von Unternehmen |
| Shapiro, Jacob        | 1899      | 1947      | Herzinfarkt im Gefängnis | Gurrah                                     | Kosher Nostra             | |
| Shomberg, Louis       |           |           |                          | Dutch Goldberg                             | Kosher Nostra             | |
| Strauss, Harry        | 1909      | 1941      | Elektrischer Stuhl       | Pittsburgh Phil                            | Kosher Nostra             | |
| Sykoff, Meyer         | 1908      |           |                          | Mickey, Michael Sackett                    | Kosher Nostra             | Pentito |
| Tannenbaum, Albert    | 1906      | 1976      |                          | Tic-Toc                                    | Kosher Nostra             | Pentito |
| Tannenbaum, Benjamin  | um 1906   | 1941      | erschossen               | Benny the Boss                             | Kosher Nostra             | Laut Polizeiangaben war Tannenbaum bereit gegen Mitglieder der kriminellen Vereinigung auszusagen |
| Weiner, Benjamin      | 1904      | 1948      | erschossen               | Chippy                                     | Kosher Nostra             | |
| Weiss, Emanuel        | 1906      | 1944      | Elektrischer Stuhl       | Mendy                                      | Kosher Nostra             | |
| Wolensky, Morris      |           | 1942      | erschossen               | Moe, Moey Dimples                          | Kosher Nostra             | Beteiligter in Buchalters und Meyer Lanskys Glücksspielgeschäft. Überredete 1939 Buchalter, sich den Behörden zu stellen, indem er gegenüber Buchalter vorgab, ein Deal bezüglich einer Höchststrafe würde bestehen |
| Workman, Charles      | 1908      | 1979      |                          | Charlie the Bug                            | Kosher Nostra             | Wegen des Mordes an Dutch Schultz zu 23 Jahren Haft verurteilt. Seit 1964 in Freiheit |

## Adaptionen
- 1951 Der Tiger (OT: The Enforcer) mit Humphrey Bogart, der einen Staatsanwalt spielt. Der Film ist an den Buchalter-Prozess angelehnt.
- Unterwelt, US-amerikanischer Spielfilm aus dem Jahre 1960. Der Film erzählt die Geschichte der Murder, Inc.
- Im US-amerikanischen Film Es war einmal in Amerika von 1984 bezeichnet sich die Bande als „Leichenbestatter und Company“.